# Poŭrsăt
Poŭrsăt (khm. ពោធិ៍សាត់) – miasto w środkowej Kambodży, stolica prowincji Poŭrsăt, położone nad rzeką o tej samej nazwie, w pobliżu jej ujścia do Tonie Sap. Liczy 52 476 mieszkańców (2025). W latach 1975–1978 zostało całkowicie wyludnione. Ośrodek przemysłowy. Obecnie jest ośrodkiem handlowym regionu uprawy ryżu i owoców cytrusowych oraz hodowli bydła. Przez Poŭrsăt przebiega węzeł drogowy przy linii Phnom Penh – Bangkok. W pobliżu wydobycie marmuru.